# Karin Oldgren
Karin Märta Gabriella Arwén Oldgren (under en period, Karin Winther), född 1 november 1967 i Danmarks församling, Uppsala län, är en svensk musiker och dirigent.

## Biografi
Oldgren växte upp i Luleå där hennes musikaliska bana påbörjades med piano-, violin-, orgel- och sånglektioner samt en gedigen körskolning i domkyrkans körer.
Sina studier vid Kungliga musikhögskolan inledde Karin Oldgren 1986 på kyrkomusikerlinjen, med huvudinriktning på orgelspel, varifrån hon utexaminerades 1991. Efter hand slog hon dock in på ett nytt musikaliskt spår och fyra års dirigentstudier, för professorerna Anders Eby och Gustaf Sjökvist i kör och Kjell Ingebretsen i orkester, ledde fram till hennes diplomkonsert som kördirigent 1996.
Under tiden 1994–2002 var Oldgren anställd som körledare i Täby församling. Med Täby kyrkas kammarkör vann under denna tid bland annat ungdomskörklassen vid de internationella körtävlingarna i Oskarshamn. Hon tävlade med kören i Llangollen i Wales och gav ut två skivor.
Tidigare har hon även arbetat med bland andra Hedvig Eleonora Motettkör och Stockholms Barockkör. 2002-2016 var hon verksam som kyrkomusiker i S:t Johannes församling i Stockholm där hon grundade och ledde S:t Johannes kammarkör. Kören fick andrapris i Fleischmann International Trophy 2008, under den internationella körfestivalen i Cork, Irland. År 2013 vann kören förstapris i kammarkörsklassen och tredje pris i sakrala klassen vid 4th International Anton Bruckner Choir Competition & Festival i Linz, Österrike. Vid samma tävling fick Oldgren pris som tävlingens bästa dirigent. Med S:t Johannes kammarkör spelade Karin Oldgren in två skivor, en med Anders Paulsson som saxofonsolist, och en med Rongedal.
Karin Oldgren har undervisat i kördirigering vid Kungliga Musikhögskolan i Stockholm och har vid ett flertal tillfällen arbetat med Radiokören och Eric Ericsons Kammarkör. Karin Oldgren var Stockholms Studentsångares dirigent mellan 1998 och 2008, och gav under den tiden ut ett flertal skivor, bland annat Välkommen till våren (album) och Julens ljus med Gunilla Backman som solist.  
Hon tillträdde som lektor i kördirigering vid Musikhögskolan i Örebro och director musices vid Örebro universitet 2008 där hon stannade till hösten 2011. Mellan 2011 och 2013 var Karin Oldgren anställd som ansvarig för avdelningen för Kör- och Kyrkomusik på Gehrmans Musikförlag. Därefter återvände hon till Örebro universitet och arbetade där mellan 2013 och 2019. 
År 2016 tillträdde Karin Oldgren som kyrkomusiker i Engelbrekts församling, Stockholm. Samma år grundade hon där två körer, Hjorthagens kammarkör och Hjorthagens vokalensemble. Hjorthagens kammarkör vann 2018 Grand Prix i körtävlingen Venezia in Musica, samt fick juryns specialpris för sitt sceniska framträdande, programsättning och dramaturgi. Hjorthagens vokalensemble har vid flera tillfällen samarbetat med Drottningholms Barockensemble, bland annat i återkommande konserter i Riddarhuset. 
Karin Oldgren tilldelades Svenska Kyrkans Sankta Ceciliapris 2017 och utsågs 2019 till Årets körledare av Föreningen Sveriges Körledare.
I januari 2022 tillträdde Oldgren som organist samt dirigent och konstnärlig ledare för Petri Sångare och S:t Petri ungdomskör i Svenska Kyrkan i Malmö.

## Priser och utmärkelser (urval)
- 2013 – Bästa dirigent vid Anton Bruckner Choir Competition
- 2017 – Stockholms Stifts Sankta Ceciliapris
- 2018 – Juryns specialpris för ”briljant presentation, programsättning och dramaturgi” i körtävlingen Venezia in Musica
- 2019 – Årets körledare